# Leucosia ocellata
Leucosia ocellata is een krabbensoort uit de familie van de Leucosiidae. De wetenschappelijke naam van de soort is voor het eerst geldig gepubliceerd in 1855 door Bell.